# José María Lumbreras Paños
José María Lumbreras Paños (Tudela, 6 de gener de 1961) és un exfutbolista i entrenador navarrès. Com a jugador ocupava la posició de migcampista.

## Trajectòria
Lumbreras ha estat un dels jugadors que més partits han disputat a la màxima categoria del campionat espanyol. El de Tudela acumulà fins a 427 partits, distribuïts en 16 campanyes, i hi va marcar 19 gols.
Va començar a destacar al CA Osasuna. Amb els d'El Sadar, ja va jugar fins a 33 partits de la 80/81, en el seu debut en Primera. Va romandre al club pamplonés fins a 1987, sent titular tots eixos anys i un dels jugadors més representatius dels anys 80 a l'Osasuna.
Fitxa llavors pel Reial Saragossa, amb qui apareix en 62 ocasions en les dues campanyes que hi passa a l'esquadra aragonesa. L'estiu de 1989 recala a la Reial Societat, amb qui jugaria fins a 1996.
En la seua etapa com a donostiarra, Lumbreras va pedre la titularitat que ostentava fins aleshores i va combinar èpoques regulars amb altres una mica més irregulars. En el seu primer any, la 89/90 tan sols juga 10 partits, però dos anys després la xifra puja a 29. A partir de 1994 la seua aportació començaria a minvar fins a aparèixer en només 7 ocasions la temporada 95/96, en la qual deixà el futbol d'elit.

### Com entrenador
Després de la seua retirada, Lumbreras ha seguit vinculat al món del futbol. Ha dirigit a l'equip de la seua ciutat natal, el CD Tudelano, en diverses ocasions.